# Zdzisława Sośnicka

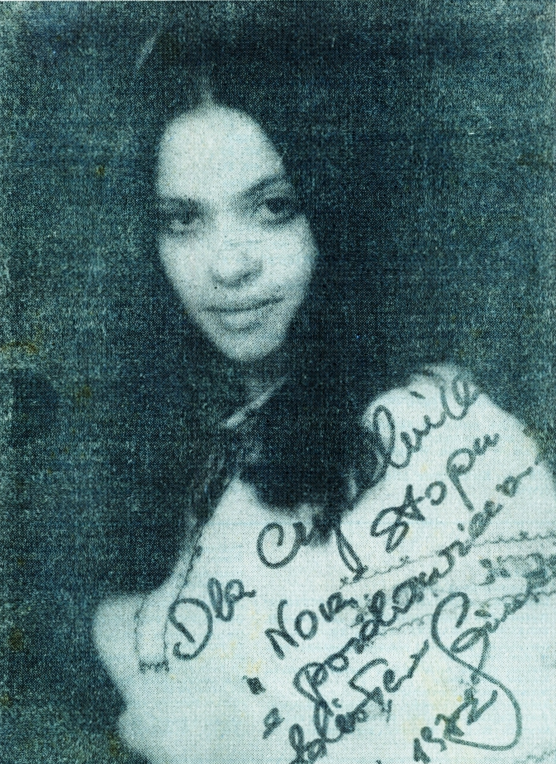
Zdzisława Sośnicka

Zdzisława Barbara Sośnicka (sinh ngày 29 tháng 8 năm 1945) là một ca sĩ người Ba Lan. 

## Sự nghiệp
Sośnicka ra mắt vào năm 1963 tại Liên hoan Bài hát Liên Xô ở Zielona Góra và tại Liên hoan tài năng Trẻ lần thứ 2 ở Szczecin. Một năm sau, bà giành giải nhất tại Liên hoan ca khúc sinh viên toàn quốc ở Kraków. Bà được trao giải Grand Prix tại Liên hoan quốc gia về bài hát Ba Lan năm 1988 ở Opole.

## Album tiêu biểu
- 1972 Zdzisława Sośnicka
- 1974 Zdzisława Sośnicka 2
- 1977 Moja muzyka
- 1980 Odcienie samotności
- 1984 Realia
- 1987 Aleja gwiazd
- 1989 Serce
- 1990 Musicale
- 1990 Musicals
- 1998 Magia Serc
- 2015 - Tańcz choćby płonął świat[1]